# Toán học

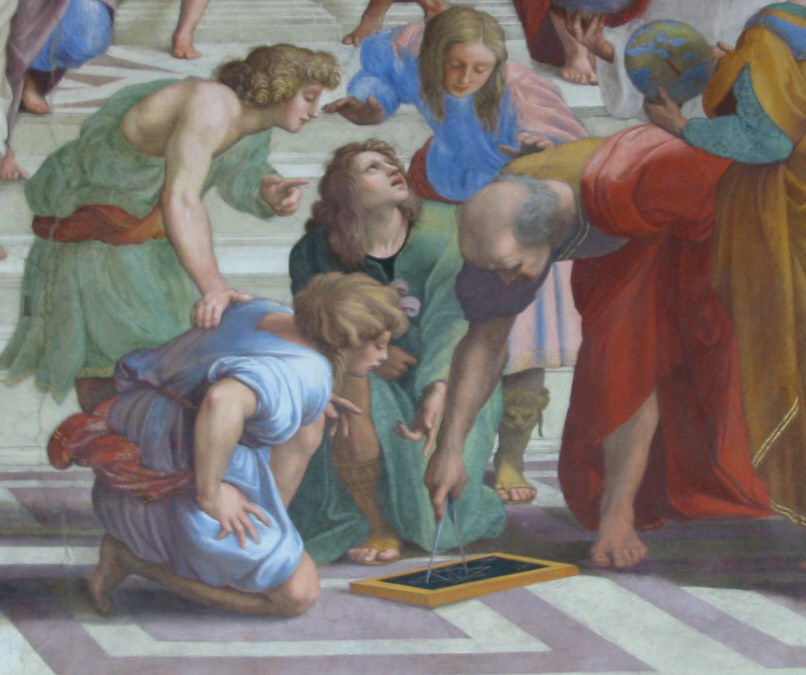
Euclid, nhà toán học Hy Lạp, thế kỷ thứ 3 trước Tây lịch, theo hình dung của họa sĩ Raphael, trong một chi tiết của bức họa "Trường Athens".

Toán học hay gọi tắt là toán (tiếng Anh: Mathematics hoặc viết tắt là Math) là một ngành nghiên cứu trừu tượng về những chủ đề như lượng (các con số), cấu trúc (tập hợp, tô pô), không gian (hình học, hệ toạ độ, vector), khả năng (xác suất, biến ngẫu nhiên) và sự thay đổi (hàm số, giới hạn, đạo hàm, vi phân, tích phân). Các nhà toán học và triết học có nhiều quan điểm khác nhau về định nghĩa và phạm vi của toán học.
Các nhà toán học tìm kiếm các mô thức và sử dụng chúng để tạo ra những giả thuyết mới. Họ lý giải tính đúng đắn hay sai lầm của các giả thuyết bằng các chứng minh toán học. Khi những cấu trúc toán học là mô hình tốt cho hiện thực, lúc đó suy luận toán học có thể cung cấp sự hiểu biết sâu sắc hay những tiên đoán về tự nhiên. Thông qua việc sử dụng những phương pháp trừu tượng và lôgic, toán học đã phát triển từ việc đếm, tính toán, đo lường đến việc nghiên cứu có hệ thống những hình dạng và chuyển động của các đối tượng vật lý. Con người đã ứng dụng toán học trong đời sống từ xa xưa. Việc tìm lời giải cho những bài toán có thể mất hàng năm, hay thậm chí hàng thế kỷ.
Những lập luận chặt chẽ xuất hiện trước tiên trong nền toán học Hy Lạp cổ đại, đáng chú ý nhất là trong tác phẩm Cơ sở của Euclid. Kể từ những công trình tiên phong của Giuseppe Peano (1858–1932), David Hilbert (1862–1943), và của những nhà toán học khác trong thế kỷ 19 về các hệ thống tiên đề, nghiên cứu toán học trở thành việc thiết lập chân lý thông qua suy luận logic chặt chẽ từ những tiên đề và định nghĩa thích hợp. Toán học phát triển tương đối chậm cho tới thời Phục hưng, khi sự tương tác giữa những phát minh toán học với những phát kiến khoa học mới đã dẫn đến sự gia tăng nhanh chóng những phát minh toán học vẫn tiếp tục cho đến ngày nay.
Toán học được sử dụng trên khắp thế giới như một công cụ thiết yếu trong nhiều lĩnh vực, bao gồm khoa học, kỹ thuật, y học, và tài chính. Toán học ứng dụng, một nhánh toán học liên quan đến việc ứng dụng kiến thức toán học vào những lĩnh vực khác, thúc đẩy và sử dụng những phát minh toán học mới, từ đó đã dẫn đến việc phát triển nên những ngành toán hoàn toàn mới, chẳng hạn như thống kê và lý thuyết trò chơi. Các nhà toán học cũng dành thời gian cho toán học thuần túy, tức là đào rất sâu vào các lý thuyết toán học. Không có biên giới rõ ràng giữa toán học thuần túy và toán học ứng dụng, và những ứng dụng thực tiễn thường được khám phá từ những gì ban đầu được xem là toán học thuần túy.

## Lịch sử

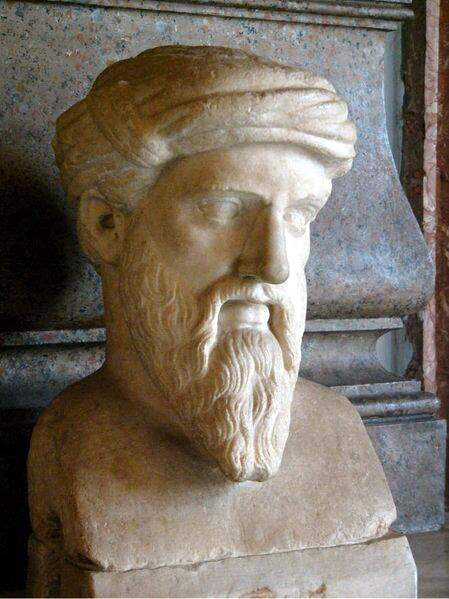
Nhà toán học Hy Lạp Pythagoras (khoảng 570–495 TCN), được coi là đã phát minh ra định lý Pythagore.

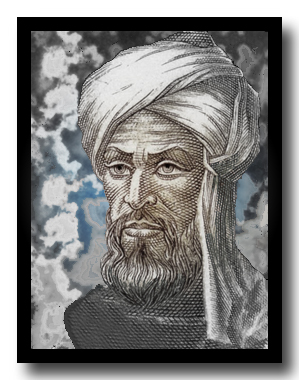
Nhà toán học Ba Tư Al-Khwarizmi (Khoảng 780-850 TCN), người phát minh ra Đại số.

Từ "mathematics" trong tiếng Anh bắt nguồn từ μάθημα (máthēma) trong tiếng Hy Lạp cổ, có nghĩa là "thứ học được", "những gì người ta cần biết," và như vậy cũng có nghĩa là "học" và "khoa học"; còn trong tiếng Hy Lạp hiện đại thì nó chỉ có nghĩa là "bài học." Từ máthēma bắt nguồn từ μανθάνω (manthano), từ tương đương trong tiếng Hy Lạp hiện đại là μαθαίνω (mathaino), cả hai đều có nghĩa là "học." Trong tiếng Việt, "toán" có nghĩa là tính; "toán học" là môn học về toán số. Trong các ngôn ngữ sử dụng từ vựng gốc Hán khác, môn học này lại được gọi là số học.
Sự tiến hóa của toán học có thể nhận thấy qua một loạt gia tăng không ngừng về những phép trừu tượng, hay qua sự mở rộng của nội dung ngành học. Phép trừu tượng đầu tiên, mà nhiều loài động vật có được, có lẽ là về các con số, với nhận thức rằng, chẳng hạn, một nhóm hai quả táo và một nhóm hai quả cam có cái gì đó chung, ở đây là số lượng quả trong mỗi nhóm.
Các bằng chứng khảo cổ học cho thấy, ngoài việc biết đếm những vật thể vật lý, con người thời tiền sử có thể cũng đã biết đếm những đại lượng trừu tượng như thời gian - ngày, mùa, và năm.
Đến khoảng năm 3000 trước Tây lịch thì toán học phức tạp hơn mới xuất hiện, khi người Babylon và người Ai Cập bắt đầu sử dụng số học, đại số, và hình học trong việc tính thuế và những tính toán tài chính khác, trong xây dựng, và trong quan sát thiên văn. Toán học được sử dụng sớm nhất trong thương mại, đo đạc đất đai, hội họa, dệt, và trong việc ghi nhớ thời gian.
Các phép tính số học căn bản trong toán học Babylon (cộng, trừ, nhân, và chia) xuất hiện đầu tiên trong các tài liệu khảo cổ. Giữa năm 600 đến 300 trước Tây lịch, người Hy Lạp cổ đã bắt đầu nghiên cứu một cách có hệ thống về toán học như một ngành học riêng, hình thành nên toán học Hy Lạp. Kể từ đó toán học đã phát triển vượt bậc; sự tương tác giữa toán học và khoa học đã đem lại nhiều thành quả và lợi ích cho cả hai. Ngày nay, những phát minh toán học mới vẫn tiếp tục xuất hiện làm cho toán học ngày càng đa dạng hơn.

## Cảm hứng, thuần túy ứng dụng, và vẻ đẹp

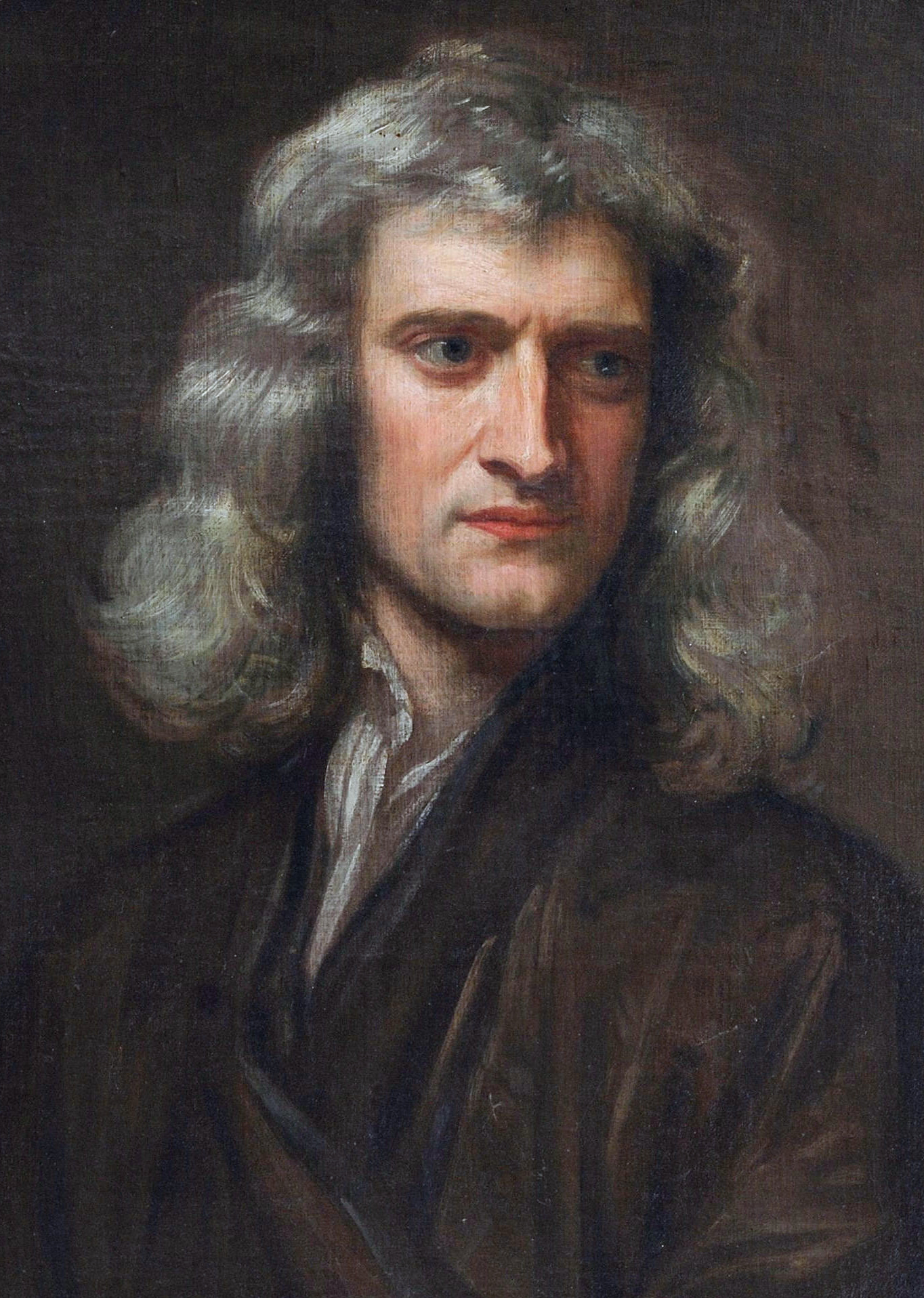
Isaac Newton (1643–1727), một trong những người phát minh ra vi tích phân.

Toán học nảy sinh ra từ nhiều kiểu bài toán khác nhau. Trước hết là những bài toán trong thương mại, đo đạc đất đai, kiến trúc, và sau này là thiên văn học; ngày nay, tất cả các ngành khoa học đều gợi ý những bài toán để các nhà toán học nghiên cứu, ngoài ra còn nhiều bài toán nảy sinh từ chính bản thân ngành toán. Chẳng hạn, nhà vật lý Richard Feynman đã phát minh ra tích phân lộ trình (path integral) cho cơ học lượng tử bằng cách kết hợp suy luận toán học với sự hiểu biết sâu sắc về mặt vật lý, và lý thuyết dây - một lý thuyết khoa học vẫn đang trong giai đoạn hình thành với cố gắng thống nhất tất cả các tương tác cơ bản trong tự nhiên - tiếp tục gợi hứng cho những lý thuyết toán học mới. Một số lý thuyết toán học chỉ có ích trong lĩnh vực đã giúp tạo ra chúng, và được áp dụng để giải các bài toán khác trong lĩnh vực đó. Nhưng thường thì toán học sinh ra trong một lĩnh vực có thể hữu ích trong nhiều lĩnh vực, và đóng góp vào kho tàng các khái niệm toán học.
Các nhà toán học phân biệt ra hai ngành toán học thuần túy và toán học ứng dụng. Tuy vậy các chủ đề toán học thuần túy thường tìm thấy một số ứng dụng, chẳng hạn như lý thuyết số trong ngành mật mã học. Việc ngay cả toán học "thuần túy nhất" hóa ra cũng có ứng dụng thực tế chính là điều mà Eugene Wigner gọi là "sự hữu hiệu đến mức khó tin của toán học". Giống như trong hầu hết các ngành học thuật, sự bùng nổ tri thức trong thời đại khoa học đã dẫn đến sự chuyên môn hóa: hiện nay có hàng trăm lĩnh vực toán học chuyên biệt và bảng phân loại các chủ đề toán học đã dài tới 46 trang. Một vài lĩnh vực toán học ứng dụng đã nhập vào những lĩnh vực liên quan nằm ngoài toán học và trở thành những ngành riêng, trong đó có xác suất, vận trù học, và khoa học máy tính.
Những ai yêu thích ngành toán thường thấy toán học có một vẻ đẹp nhất định. Nhiều nhà toán học nói về "sự thanh lịch" của toán học, tính thẩm mỹ nội tại và vẻ đẹp bên trong của nó. Họ coi trọng sự giản đơn và tính tổng quát. Vẻ đẹp ẩn chứa cả bên trong những chứng minh toán học đơn giản và gọn nhẹ, chẳng hạn chứng minh của Euclid cho thấy có vô hạn số nguyên tố, và trong những phương pháp số giúp đẩy nhanh các phép tính toán, như phép biến đổi Fourier nhanh. Trong cuốn sách Lời bào chữa của một nhà toán học (A Mathematician's Apology) của mình, G. H. Hardy tin rằng chính những lý do về mặt thẩm mỹ này đủ để biện minh cho việc nghiên cứu toán học thuần túy. Ông nhận thấy những tiêu chuẩn sau đây đóng góp vào một vẻ đẹp toán học: tầm quan trọng, tính không lường trước được, tính không thể tránh được, và sự ngắn gọn. Sự phổ biến của toán học vì mục đích giải trí là một dấu hiệu khác cho thấy nhiều người tìm thấy sự sảng khoái trong việc giải toán...

## Ký hiệu, ngôn ngữ, tính chặt chẽ

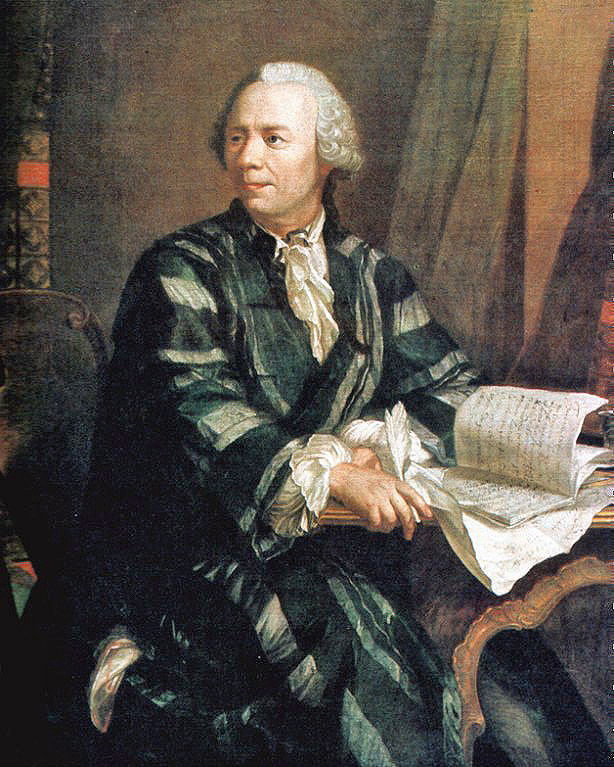
Leonhard Euler, người tạo ra và phổ biến hầu hết các ký hiệu toán học được dùng ngày nay.

Hầu hết các ký hiệu toán học đang dùng ngày nay chỉ mới được phát minh vào thế kỷ 16. Trước đó, toán học được viết ra bằng chữ, quá trình nhọc nhằn này đã cản trở sự phát triển của toán học. Euler (1707–1783) là người tạo ra nhiều trong số những ký hiệu đang được dùng ngày nay. Ký hiệu hiện đại làm cho toán học trở nên dễ hơn đối với chuyên gia toán học, nhưng người mới bắt đầu học toán thường thấy nản lòng. Các ký hiệu cực kỳ ngắn gọn: một vài biểu tượng chứa đựng rất nhiều thông tin. Giống ký hiệu âm nhạc, ký hiệu toán học hiện đại có cú pháp chặt chẽ và chứa đựng thông tin khó có thể viết theo một cách khác đi.
Ngôn ngữ toán học có thể khó hiểu đối với người mới bắt đầu. Những từ như hoặc và chỉ có nghĩa chính xác hơn so với trong lời nói hàng ngày. Ngoài ra, những từ như mở và trường đã được cho những nghĩa riêng trong toán học. Những thuật ngữ mang tính kỹ thuật như phép đồng phôi và khả tích có nghĩa chính xác trong toán học. Thêm vào đó là những cụm từ như nếu và chỉ nếu nằm trong thuật ngữ chuyên ngành toán học. Có lý do tại sao cần có ký hiệu đặc biệt và vốn từ vựng chuyên ngành: toán học cần sự chính xác hơn lời nói thường ngày. Các nhà toán học gọi sự chính xác này của ngôn ngữ và logic là "tính chặt chẽ."

## Các lĩnh vực toán học
Trước thời kì Phục Hưng, toán học chỉ được phân ra thành hai lĩnh vực chính là số học - nghiên cứu các phép toán với những con số và hình học - nghiên cứu về các hình dạng. Kể cả những ngành ngụy khoa học như thần số học và thiên văn học, khi đó cũng chưa được tách biệt rõ ràng khỏi toán học.
Trong thời kì Phục Hưng, hai lĩnh vực mới xuất hiện. Các kí hiệu toán học làm nảy sinh đại số, ngành mà ở đó nghiên cứu tập trung vào các công thức. Giải tích - với giới hạn và tích phân - nghiên cứu tập trung vào các hàm số liên tục, và sự thay đổi của chúng theo các biến cho trước. Một vài lĩnh vực như cơ học thiên thể hay cơ học vật rắn khi đó cũng được nghiên cứu bởi toán, nhưng giờ lại là các phân ngành chính của vật lý học.Tổ hợp cũng được nghiên cứu nhiều trong lịch sử, nhưng chỉ trở thành một lĩnh vực riêng kể từ thế kỉ thứ mười bảy.
Cuối thế kỉ mười chín, những nghiên cứu triết học về nguồn gốc của toán học và kết quả của sự hệ thống hóa của các tiên đề đã tạo ra nhiều ngành toán học mới. Phân lớp Lĩnh vực Toán học (tiếng Anh: Mathematics Subject Classification - MSC) năm 2020 đã chỉ ra rằng có ít nhất sáu mươi ba ngành toán học độc lập, một vài trong số đó chỉ xuất hiện từ thế kỉ XX là logic toán học và nguồn gốc toán học.

### Nền tảng và triết học

Biểu đồ Venn thường được sử dụng để miêu tả quan hệ giữa các tập hợp.

Để làm rõ nền tảng toán học, lĩnh vực logic toán học và lý thuyết tập hợp đã được phát triển. Logic toán học bao gồm nghiên cứu toán học về logic và ứng dụng của logic hình thức trong những lĩnh vực toán học khác. Lý thuyết tập hợp là một nhánh toán học nghiên cứu các tập hợp hay tập hợp những đối tượng. Lý thuyết phạm trù, liên quan đến việc xử lý các cấu trúc và mối quan hệ giữa chúng bằng phương pháp trừu tượng, vẫn đang tiếp tục phát triển. Cụm từ "khủng hoảng nền tảng" nói đến công cuộc tìm kiếm một nền tảng toán học chặt chẽ diễn ra từ khoảng năm 1900 đến 1930. Một số bất đồng về nền tảng toán học vẫn còn tồn tại cho đến ngày nay. Cuộc khủng hoảng nền tảng nổi lên từ một số tranh cãi thời đó, trong đó có những tranh cãi liên quan đến lý thuyết tập hợp của Cantor và cuộc tranh cãi giữa Brouwer và Hilbert.
Khoa học máy tính lý thuyết bao gồm lý thuyết khả tính (computability theory), lý thuyết độ phức tạp tính toán, và lý thuyết thông tin. Lý thuyết khả tính khảo sát những giới hạn của những mô hình lý thuyết khác nhau về máy tính, bao gồm mô hình máy Turing nổi tiếng. Lý thuyết độ phức tạp nghiên cứu khả năng có thể giải được bằng máy tính; một số bài toán, mặc dù về lý thuyết có thể giải được bằng máy tính, cần thời gian hay không gian tính toán quá lớn, làm cho việc tìm lời giải trong thực tế gần như không thể, ngay cả với sự tiến bộ nhanh chóng của phần cứng máy tính. Một ví dụ là bài toán nổi tiếng "P = NP?". Cuối cùng, lý thuyết thông tin quan tâm đến khối lượng dữ liệu có thể lưu trữ được trong một môi trường lưu trữ nhất định, và do đó liên quan đến những khái niệm như nén dữ liệu và entropy thông tin.
| {\displaystyle p\Rightarrow q\,} |                   |                    |                     |
| Logic toán học                   | Lý thuyết tập hợp | Lý thuyết phạm trù | Lý thuyết tính toán |

### Toán học thuần túy

#### Số học
Việc nghiên cứu về lượng (quantity) bắt đầu với các con số, trước hết với số tự nhiên và số nguyên và các phép biến đổi số học, nói đến trong lĩnh vực số học. Những tính chất sâu hơn về các số nguyên được nghiên cứu trong lý thuyết số, trong đó có định lý lớn Fermat nổi tiếng. Trong lý thuyết số, giả thiết số nguyên tố sinh đôi và giả thiết Goldbach là hai bài toán chưa giải được.
Khi hệ thống số được phát triển thêm, các số nguyên được xem như là tập con của các số hữu tỉ. Các số này lại được bao gồm trong số thực vốn được dùng để thể hiện những đại lượng liên tục. Số thực được tổng quát hóa thành số phức. Đây là những bước đầu tiên trong phân bố các số, sau đó thì có các quaternion (một sự mở rộng của số phức) và octonion. Việc xem xét các số tự nhiên cũng dẫn đến các số vô hạn (transfinite numbers), từ đó chính thức hóa khái niệm "vô hạn". Một lĩnh vực nghiên cứu khác là kích cỡ (size), từ đó sinh ra số đếm (cardinal numbers) và rồi một khái niệm khác về vô hạn: số aleph, cho phép thực hiện so sánh có ý nghĩa kích cỡ của các tập hợp lớn vô hạn.
| {\displaystyle 0,1,2,3,\ldots \!} | {\displaystyle 0,1,-1,2,-2,3,-3,\ldots } | {\displaystyle -2,\ {\frac {1}{4}},\ 0.37,\ldots } | {\displaystyle -e,\ {\sqrt {2}},\ 3,\ \pi ,\ldots } | {\displaystyle -1,\ i,}{\displaystyle \ 2+3i,\ 2e^{i{\frac {4\pi }{3}}},\ldots } | {\displaystyle \aleph _{0}.\ \aleph _{1},\ \aleph _{2},\ldots ,\ \aleph _{\alpha },\ldots } |
| Số tự nhiên                       | Số nguyên                                | Số hữu tỉ                                          | Số thực                                             | Số phức                                                                          | Số vô hạn                                                                                   |

#### Cấu trúc
Nhiều đối tượng toán học, chẳng hạn tập hợp những con số và những hàm số, thể hiện cấu trúc nội tại toát ra từ những phép biến đổi toán học hay những mối quan hệ được xác định trên tập hợp. Toán học từ đó nghiên cứu tính chất của những tập hợp có thể được diễn tả dưới dạng cấu trúc đó; chẳng hạn lý thuyết số nghiên cứu tính chất của tập hợp những số nguyên có thể được diễn tả dưới dạng những phép biến đổi số học. Ngoài ra, thường thì những tập hợp có cấu trúc (hay những cấu trúc) khác nhau đó thể hiện những tính chất giống nhau, khiến người ta có thể xây dựng nên những tiên đề cho một lớp cấu trúc, rồi sau đó nghiên cứu đồng loạt toàn bộ lớp cấu trúc thỏa mãn những tiên đề này. Do đó người ta có thể nghiên cứu các nhóm, vành, trường, và những hệ phức tạp khác; những nghiên cứu như vậy (về những cấu trúc được xác định bởi những phép biến đổi đại số) tạo thành lĩnh vực đại số trừu tượng. Với mức độ tổng quát cao của mình, đại số trừu tượng thường có thể được áp dụng vào những bài toán dường như không liên quan gì đến nhau. Một ví dụ về lý thuyết đại số là đại số tuyến tính, lĩnh vực nghiên cứu về các không gian vectơ, ở đó những yếu tố cấu thành nó gọi là vectơ có cả lượng và hướng và chúng có thể được dùng để mô phỏng các điểm (hay mối quan hệ giữa các điểm) trong không gian. Đây là một ví dụ về những hiện tượng bắt nguồn từ những lĩnh vực hình học và đại số ban đầu không liên quan gì với nhau nhưng lại tương tác rất mạnh với nhau trong toán học hiện đại. Toán học tổ hợp nghiên cứu những cách tính số lượng những đối tượng có thể xếp được vào trong một cấu trúc nhất định.
| {\displaystyle {\begin{matrix}(1,2,3)&(1,3,2)\\(2,1,3)&(2,3,1)\\(3,1,2)&(3,2,1)\end{matrix}}} |              |                |                  |                   |        |
| Toán học tổ hợp                                                                               | Lý thuyết số | Lý thuyết nhóm | Lý thuyết đồ thị | Lý thuyết trật tự | Đại số |

#### Không gian
Việc nghiên cứu không gian bắt đầu với hình học - cụ thể là hình học Euclid. Lượng giác là một lĩnh vực toán học nghiên cứu về mối quan hệ giữa các cạnh và góc của tam giác và với các hàm lượng giác; nó kết hợp không gian và các con số, và bao gồm định lý Pythagore nổi tiếng. Ngành học hiện đại về không gian tổng quát hóa những ý tưởng này để bao gồm hình học nhiều chiều hơn, hình học phi Euclide (đóng vai trò quan trọng trong lý thuyết tương đối tổng quát), và tô pô. Cả lượng và không gian đều đóng vai trò trong hình học giải tích, hình học vi phân, và hình học đại số. Hình học lồi và hình học rời rạc trước đây được phát triển để giải các bài toán trong lý thuyết số và giải tích phiếm hàm thì nay đang được nghiên cứu cho các ứng dụng trong tối ưu hóa (tối ưu lồi) và khoa học máy tính (hình học tính toán). Trong hình học vi phân có các khái niệm bó sợi (fiber bundles) và vi tích phân trên các đa tạp, đặc biệt là vi tích phân vectơ và vi tích phân tensor. Hình học đại số thì mô tả các đối tượng hình học dưới dạng lời giải là những tập hợp phương trình đa thức, cùng với những khái niệm về lượng và không gian, cũng như nghiên cứu về các nhóm tô-pô kết hợp cấu trúc và không gian. Các nhóm Lie được dùng để nghiên cứu không gian, cấu trúc, và sự thay đổi. Tô pô trong tất cả những khía cạnh của nó có thể là một lĩnh vực phát triển vĩ đại nhất của toán học thế kỷ 20; nó bao gồm tô-pô tập hợp điểm (point-set topology), tô-pô lý thuyết tập hợp (set-theoretic topology), tô-pô đại số và tô-pô vi phân (differential topology). Trong đó, những chủ đề của tô-pô hiện đại là lý thuyết không gian mêtric hóa được (metrizability theory), lý thuyết tập hợp tiên đề (axiomatic set theory), lý thuyết đồng luân (homotopy theory), và lý thuyết Morse. Tô-pô cũng bao gồm giả thuyết Poincaré nay đã giải được, và giả thuyết Hodge vẫn chưa giải được. Những bài toán khác trong hình học và tô-pô, bao gồm định lý bốn màu và giả thiết Kepler, chỉ giải được với sự trợ giúp của máy tính.
|          |            |                  |       |                  |                 |
| Hình học | Lượng giác | Hình học vi phân | Tô pô | Hình học fractal | Lý thuyết độ đo |

#### Sự thay đổi
Hiểu và mô tả sự thay đổi là chủ đề thường gặp trong các ngành khoa học tự nhiên. Vi tích phân là một công cụ hiệu quả đã được phát triển để nghiên cứu sự thay đổi đó. Hàm số từ đây ra đời, như một khái niệm trung tâm mô tả một đại lượng đang thay đổi. Việc nghiên cứu chặt chẽ các số thực và hàm số của một biến thực được gọi là giải tích thực, với số phức thì có lĩnh vực tương tự gọi là giải tích phức. Giải tích phiếm hàm (functional analysis) tập trung chú ý vào những không gian thường là vô hạn chiều của hàm số. Một trong nhiều ứng dụng của giải tích phiếm hàm là trong cơ học lượng tử (ví dụ: lý thuyết phiếm hàm mật độ). Nhiều bài toán một cách tự nhiên dẫn đến những mối quan hệ giữa lượng và tốc độ thay đổi của nó, rồi được nghiên cứu dưới dạng các phương trình vi phân. Nhiều hiện tượng trong tự nhiên có thể được mô tả bằng những hệ thống động lực; lý thuyết hỗn độn nghiên cứu cách thức theo đó nhiều trong số những hệ thống động lực này thể hiện những hành vi không tiên đoán được nhưng vẫn có tính tất định.
|              |                  |                      |                   |                   |                |
| Vi tích phân | Giải tích véc tơ | Phương trình vi phân | Hệ thống động lực | Lý thuyết hỗn độn | Giải tích phức |

### Toán học ứng dụng
Toán học ứng dụng quan tâm đến những phương pháp toán học thường được sử dụng trong khoa học, kỹ thuật, kinh doanh, và công nghiệp. Như vậy, "toán học ứng dụng" là một ngành khoa học toán học với kiến thức đặc thù. Thuật ngữ toán học ứng dụng cũng được dùng để chỉ lĩnh vực chuyên nghiệp, ở đó các nhà toán học giải quyết các bài toán thực tế. Với tư cách là một ngành nghề chú trọng vào các bài toán thực tế, toán học ứng dụng tập trung vào "việc thiết lập, nghiên cứu, và sử dụng những mô hình toán học" trong khoa học, kỹ thuật, và những lĩnh vực thực hành toán học khác. Trước đây, những ứng dụng thực tế đã thúc đẩy sự phát triển các lý thuyết toán học, để rồi sau đó trở thành chủ đề nghiên cứu trong toán học thuần túy, nơi toán học được phát triển chủ yếu cho chính nó. Như vậy, hoạt động của toán học ứng dụng nhất thiết có liên hệ đến nghiên cứu trong lĩnh vực toán học thuần túy.

#### Thống kê và những lĩnh vực liên quan
Toán học ứng dụng có nhiều phần chung với thống kê, đặc biệt với lý thuyết xác suất. Các nhà thống kê, khi làm việc trong một công trình nghiên cứu, "tạo ra số liệu có ý nghĩa" sử dụng phương pháp tạo mẫu ngẫu nhiên (random sampling) và những thí nghiệm được ngẫu nhiên hóa (randomized experiments); việc thiết kế thí nghiệm hay mẫu thống kê xác định phương pháp phân tích số liệu (trước khi số liệu được tạo ra). Khi xem xét lại số liệu từ các thí nghiệm và các mẫu hay khi phân tích số liệu từ những nghiên cứu bằng cách quan sát, các nhà thống kê "làm bật ra ý nghĩa của số liệu" sử dụng phương pháp mô phỏng và suy luận – qua việc chọn mẫu và qua ước tính; những mẫu ước tính và những tiên đoán có được từ đó cần được thử nghiệm với những số liệu mới.
Lý thuyết thống kê nghiên cứu những bài toán liên quan đến việc quyết định, ví dụ giảm thiểu nguy cơ (sự tổn thất được mong đợi) của một hành động mang tính thống kê, chẳng hạn sử dụng phương pháp thống kê trong ước tính tham số, kiểm nghiệm giả thuyết, và chọn ra tham số cho kết quả tốt nhất. Trong những lĩnh vực truyền thống này của thống kê toán học, bài toán quyết định-thống kê được tạo ra bằng cách cực tiểu hóa một hàm mục tiêu (objective function), chẳng hạn giá thành hay sự mất mát được mong đợi, dưới những điều kiện nhất định. Vì có sử dụng lý thuyết tối ưu hóa, lý thuyết toán học về thống kê có chung mối quan tâm với những ngành khoa học khác nghiên cứu việc quyết định, như vận trù học, lý thuyết điều khiển, và kinh tế học toán.

#### Toán học tính toán
Toán học tính toán đưa ra và nghiên cứu những phương pháp giải các bài toán toán học mà con người thường không có khả năng giải số được. Giải tích số nghiên cứu những phương pháp giải các bài toán trong giải tích sử dụng giải tích phiếm hàm và lý thuyết xấp xỉ; giải tích số bao gồm việc nghiên cứu xấp xỉ và rời rạc hóa theo nghĩa rộng, với sự quan tâm đặc biệt đến sai số làm tròn (rounding errors). Giải tích số và nói rộng hơn tính toán khoa học (scientific computing) cũng nghiên cứu những chủ đề phi giải tích như khoa học toán học, đặc biệt là ma trận thuật toán và lý thuyết đồ thị. Những lĩnh vực khác của toán học tính toán bao gồm đại số máy tính (computer algebra) và tính toán biểu tượng (symbolic computation).
|                 |                    |               |              |                    |              |                      |
| Vật lý toán học | Thủy động lực học  | Giải tích số  | Tối ưu hóa   | Lý thuyết xác suất | Thống kê     | Mật mã học           |
|                 |                    |               |              |                    |              |                      |
| Tài chính toán  | Lý thuyết trò chơi | Sinh học toán | Hóa học toán | Toán sinh học      | Kinh tế toán | Lý thuyết điều khiển |

## Giải thưởng toán học và những bài toán chưa giải được
Có thể nói giải thưởng toán học danh giá nhất là Huy chương Fields, thiết lập vào năm 1936 và nay được trao bốn năm một lần cho 2 đến 4 nhà toán học có độ tuổi dưới 40. Huy chương Fields thường được xem là tương đương với Giải Nobel trong những lĩnh vực khác. (Giải Nobel không xét trao thưởng trong lĩnh vực toán học) Một số giải thưởng quốc tế quan trọng khác gồm có: Giải Wolf về Toán học (thiết lập vào năm 1978) để ghi nhận thành tựu trọn đời; Giải Abel (thiết lập vào năm 2003) dành cho những nhà toán học xuất chúng; Huy chương Chern (thiết lập vào năm 2010) để ghi nhận thành tựu trọn đời.
Năm 1900, nhà toán học người Đức David Hilbert biên soạn một danh sách gồm 23 bài toán chưa có lời giải (còn được gọi là Các bài toán của Hilbert). Danh sách này rất nổi tiếng trong cộng đồng các nhà toán học, và ngày nay có ít nhất chín bài đã được giải. Một danh sách mới bao gồm bảy bài toán quan trọng, gọi là "Các bài toán của giải thiên niên kỷ" (Millennium Prize Problems), đã được công bố vào năm 2000, ai giải được một trong số các bài toán này sẽ được trao giải một triệu đô-la. Chỉ có một bài toán từ danh sách của Hilbert (cụ thể là giả thuyết Riemann) trong danh sách mới này. Tới nay, một trong số bảy bài toán đó (giả thuyết Poincaré) đã có lời giải.

## Mối quan hệ giữa toán học và khoa học

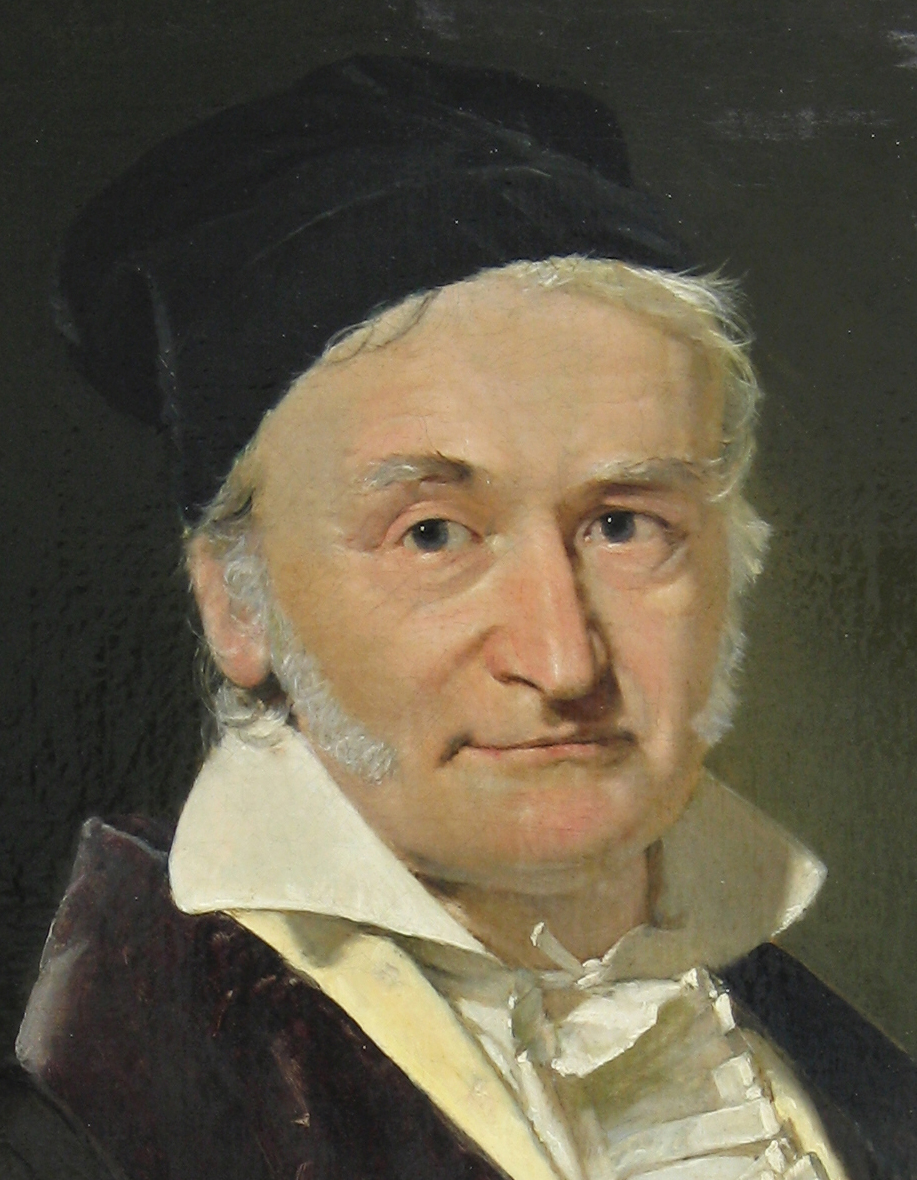
Carl Friedrich Gauss, người được xem là "hoàng tử của toán học."

Gauss xem toán học là "hoàng tử của các ngành khoa học". Trong cụm từ La-tinh Regina Scientiarum và cụm từ tiếng Đức Königin der Wissenschaften (cả hai đều có nghĩa là "nữ hoàng của các ngành khoa học"), từ chỉ "khoa học" có nghĩa là "lĩnh vực tri thức," và đây cũng chính là nghĩa gốc của từ science (khoa học) trong tiếng Anh; như vậy toán học là một lĩnh vực tri thức. Sự chuyên biệt hóa giới hạn nghĩa của "khoa học" vào "khoa học tự nhiên" theo sau sự phát triển của phương pháp luận Bacon, từ đó đối lập "khoa học tự nhiên" với phương pháp kinh viện, phương pháp luận Aristotle nghiên cứu từ những nguyên lý cơ sở. So với các ngành khoa học tự nhiên như sinh học hay vật lý học thì thực nghiệm và quan sát thực tế có vai trò không đáng kể trong toán học. Albert Einstein nói rằng "khi các định luật toán học còn phù hợp với thực tại thì chúng không chắc chắn; và khi mà chúng chắc chắn thì chúng không còn phù hợp với thực tại." Mới đây hơn, Marcus du Sautoy đã gọi toán học là "nữ hoàng của các ngành khoa học;... động lực thúc đẩy chính đằng sau những phát kiến khoa học."
Nhiều triết gia tin rằng, trong toán học, tính có thể chứng minh được là sai (falsifiability) không thể thực hiện được bằng thực nghiệm, và do đó toán học không phải là một ngành khoa học theo như định nghĩa của Karl Popper. Tuy nhiên, trong thập niên 1930, các định lý về tính không đầy đủ (incompleteness theorems) của Gödel đưa ra gợi ý rằng toán học không thể bị quy giảm về logic mà thôi, và Karl Popper kết luận rằng "hầu hết các lý thuyết toán học, giống như các lý thuyết vật lý và sinh học, mang tính giả định-suy diễn: toán học thuần túy do đó trở nên gần gũi hơn với các ngành khoa học tự nhiên nơi giả định mang tính chất suy đoán hơn hơn mức mà người ta nghĩ."
Một quan điểm khác thì cho rằng một số lĩnh vực khoa học nhất định (như vật lý lý thuyết) là toán học với những tiên đề được tạo ra để kết nối với thực tại. Thực sự, nhà vật lý lý thuyết J. M. Ziman đã cho rằng khoa học là "tri thức chung" và như thế bao gồm cả toán học. Dù sao đi nữa, toán học có nhiều điểm chung với nhiều lĩnh vực trong các ngành khoa học vật lý, đáng chú ý là việc khảo sát những hệ quả logic của các giả định. Trực giác và hoạt động thực nghiệm cũng đóng một vai trò trong việc xây dựng nên các giả thuyết trong toán học lẫn trong những ngành khoa học (khác). Toán học thực nghiệm ngày càng được chú ý trong bản thân ngành toán học, và việc tính toán và mô phỏng đang đóng vai trò ngày càng lớn trong cả khoa học lẫn toán học.
Ý kiến của các nhà toán học về vấn đề này không thống nhất. Một số cảm thấy việc gọi toán học là khoa học làm giảm tầm quan trọng của khía cạnh thẩm mỹ của nó, và lịch sử của nó trong bảy môn khai phóng truyền thống; một số người khác cảm thấy rằng bỏ qua mối quan hệ giữa toán học và các ngành khoa học là cố tình làm ngơ trước thực tế là sự tương tác giữa toán học và những ứng dụng của nó trong khoa học và kỹ thuật đã là động lực chính của những phát triển trong toán học. Sự khác biệt quan điểm này bộc lộ trong cuộc tranh luận triết học về chuyện toán học "được tạo ra" (như nghệ thuật) hay "được khám phá ra" (như khoa học). Các viện đại học thường có một trường hay phân khoa "khoa học và toán học". Cách gọi tên này ngầm ý rằng khoa học và toán học gần gũi với nhau nhưng không phải là một.